# Berat megye

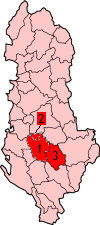
Berat megye
1 – Berat kerület
2 – Kuçova kerület
3 – Skrapar kerület

Berat megye (albánul: Qarku i Beratit) Albánia tizenkét megyéjének egyike. A Berat, Kuçova és Skrapar kerületekből álló közigazgatási egység székhelye Berat.

## Kerületek

### Berat kerület(Rrethi i Beratit)
A kerület népessége 130 000 fő (2005, becslés), területe 915 km², székhelye, gazdasági és kulturális központja az ország egyik legszebb városa, a történeti levegőjű Berat. Egyéb városai Poliçan és Ura Vajgurore. A Myzeqe síkjától délre, a dél-albániai hegyvidék előterében, az Osum alsó folyása mentén fekszik. Keleti részén emelkedik az ország egyik legismertebb hegye, a Tomorr. Noha az Osum völgyében az elmúlt századokban fontos karavánút húzódott, a kerületen ma észak–déli irányú jelentős főút nem halad át, egyedül Berat városa van összeköttetésben Közép-Albániával. Agrárterület, sok helyütt modernizált mezőgazdasági üzemekben folyik a termelés, különösen jelentős a szőlőtermesztés.

### Kuçova kerület(Rrethi i Kuçovës)
A kerület népessége 35 000 fő (2005, becslés), területe 112 km², székhelye Kuçova. Egyéb városai Kozara és Perond. A Myzeqe síkjának délkeleti peremén terül el, nyugatról az Osum, északról a Devoll folyása határolja. Az albán kőolajfeldolgozás fellegvára, maga Kuçova városa is szovjet segítséggel épült fel az 1950-es években, a szocialista várostervezés albániai példája. Mára az olajkitermelés volumene visszaesett, a korábbi ipari tevékenység jóformán megszűnt, erősen szennyezett környezetet hagyva maga után.

### Skrapar kerület(Rrethi i Skraparit)
A kerület népessége 30 000 fő (2005, becslés), területe 775 km², székhelye Çorovoda. A dél-albániai hegyvidék északnyugati peremén, az Osum felső folyása mentén fekszik. Alacsony népsűrűségű, viszonylag elzárt terület, lakói főként mezőgazdasággal foglalkoznak. A skrapari raki a legízletesebbek közé tartozik az országban.